# Erika Zuchold
Erika Zuchold (Lucka, Alemania, 19 de marzo de 1947 - Asunción, Paraguay, 22 de agosto de 2015) fue una gimnasta artística alemana que, compitiendo con Alemania del Este, consiguió ser bicampeona mundial en 1970 en las pruebas de salto y barra de equilibrio, entre otros logros.

## Carrera deportiva
En los JJ. OO. de México 1968 consigue la plata en salto de potro —tras la checoslovaca Věra Čáslavská— y el bronce en equipos, tras la Unión Soviética y Checoslovaquia.
1970 es su gran año en cuanto a éxitos deportivos, ya que en el Mundial de Liubliana 1970 consigue la plata por equipos, tras la Unión Soviética y por delante de Checoslovaquia, siendo sus compañeras: Angelika Hellmann, Karin Janz, Marianne Noack, Christine Schmitt y Richarda Schmeißer. También gana dos oros —salto y barra de equilibrio— y la plata en la general individual.
En los JJ. OO. de Múnich 1972 vuelve a ganar la plata por equipos, tras la Unión Soviética y por delante de Hungría (bronce). Además consigue otras dos platas: en salto —tras su compatriota Karin Janz— y en asimétricas, de nuevo tras Karin Janzy empatada con Olga Korbut.